# Alampla mormopa
Alampla mormopa är en fjärilsart som beskrevs av Edward Meyrick 1910. Alampla mormopa ingår i släktet Alampla och familjen Immidae. Inga underarter finns listade i Catalogue of Life.